# جونيا كيمورا
جونيا كيمورا (باليابانية: 木村 純哉) (6 سبتمبر 1987 في هيتاتشي في اليابان – )؛ هو لاعب كرة قدم سابق كان يلعب كلاعب وسط.